# Marc Márquez
Marc Márquez Alentà (Cervera, Lérida, 17 de febrero de 1993) es un piloto de motociclismo español que compite en MotoGP. Ha ganado ocho títulos del Campeonato del Mundo de Motociclismo en tres categorías diferentes: 125cc (2010), Moto2 (2012), y seis veces en MotoGP (2013, 2014, 2016, 2017, 2018 y 2019). También resultó subcampeón de Moto2 en 2011 y tercero de MotoGP en 2015 y 2024. Desde 2013 hasta 2023 fue piloto del equipo Repsol Honda, acumulando 59 victorias y 101 podios en 169 Grandes Premios. En 2024 formó parte del equipo Gresini Racing junto a su hermano Álex Márquez. El 5 de junio de 2024 se confirmó su fichaje por el equipo oficial Ducati Lenovo para las temporadas 2025 y 2026.
En su primera temporada en la «categoría reina», se hizo con el Campeonato del Mundo de MotoGP de 2013 con 20 años y 266 días, convirtiéndose en el piloto más joven en ganar un campeonato de la máxima categoría de este deporte, superando así el récord de Freddie Spencer. Es, además, el piloto más joven de la historia en ser bi, tri, tetra, penta y hexa campeón de la categoría reina del motociclismo. Es el tercer piloto con mayor número de victorias en la historia del Campeonato del Mundo de Motociclismo con 97, en MotoGP es el segundo piloto con más victorias: 71 grandes premios ganados sin contar carreras de sprint, el segundo piloto con más podios: 121, el piloto con más poles: 73, el segundo piloto con más vueltas rápidas: 70, el piloto con más Grand Chelem: 11, y es el piloto con más victorias en una temporada, fue capaz de ganar 13 de un total de 18 pruebas en 2014, lo que corresponde a un 72,22 %, entre otros récords. Es uno de los cuatro pilotos en ganar tres campeonatos del mundo en tres categorías diferentes, tras Mike Hailwood, Phil Read y Valentino Rossi. Es junto a Casey Stoner, el segundo piloto que ha debutado en Ducati con victoria en la primera carrera.
Tiene un hermano tres años menor, Álex Márquez (n. 1996), que compite también en la categoría de MotoGP y ha obtenido dos títulos del Campeonato del Mundo de Motociclismo. Marc y Álex son los únicos hermanos que han conseguido un Campeonato del Mundo de Motociclismo y además en la misma temporada, en 2014 y 2019, junto con haber sido los primeros hermanos en vencer en un Gran Premio en el mismo día (el 15 de junio de 2014 en el Gran Premio de Cataluña, en el circuito de Montmeló, España). En la categoría reina han sido los primeros hermanos en acabar primero y segundo en toda la historia (2 de marzo de 2025 en el Gran Premio de Tailandia), los únicos hermanos en ganar un Gran Premio y los que más veces han coincidido en el podio.

## Biografía
Márquez empezó su trayectoria en 2007 disputando su primera carrera en la modalidad de enduro y en los años posteriores hasta su ascenso a las categorías más altas del motociclismo compitió en categorías más bajas, donde tuvo bastante éxito y ganó una cantidad considerable de premios.

### Temporada 2007
Pertenece a la disciplina del equipo Monlau Competición, bajo la dirección de Emilio Alzamora. Corre sobre una KTM FRR monocilíndrica de 2 tiempos y 6 marchas. Lleva un peso adicional de unos 20 kg para poder llegar al mínimo total exigido que es de 136. Consigue su primera pole en el C.E.V., en la segunda carrera, celebrada en el Circuito de Cataluña, en Montmeló, el 27 de mayo de 2007. Consigue su primer podio y a su vez primera victoria en el C.E.V., en la tercera carrera, celebrada en el Circuito de Jerez el 17 de junio de 2007.
No puntuó en la cuarta carrera, celebrada en el Circuito Ricardo Tormo de Cheste en Valencia el 29 de julio de 2007, cuando, tras una espectacular remontada desde el duodécimo lugar, y al intentar adelantar a Jonas Folger para llegar a la cuarta posición, tuvo un encontronazo con el mismo que impidió a ambos continuar en la prueba.
No pudo participar en la quinta carrera, celebrada en el Circuito de Albacete el 7 de octubre de 2007, por padecer un problema de visión doble causado por una caída en los entrenamientos de clasificación.
En la sexta carrera, celebrada en el Circuito Ricardo Tormo de Cheste en Valencia el 18 de noviembre de 2007, a punto de alcanzar al terceto perseguidor de Scott Redding, ganador de la prueba, tuvo una caída al recibir un golpe de aire que, aunque intentó continuar en pista, le obligó a abandonar definitivamente.
En la séptima y última carrera, celebrada en el Circuito de Jerez el 25 de noviembre de 2007, terminó en octava posición. En la clasificación final del C.E.V. de 2007, ganado por Stefan Bradl, terminó en novena posición, habiendo puntuado solo en tres carreras, siendo más joven que todos los pilotos que quedaron delante de él. El año que siguiente participó en el campeonato mundial de velocidad de 125cc, con moto oficial de fábrica, dentro de la estructura del Team Repsol-KTM, teniendo como compañero de boxes a Esteve "Tito" Rabat, ambos a las órdenes de Alberto Puig, aunque Emilio Alzamora seguiría siendo el tutor directo de Marc.

### Temporada 2008
El 24 de enero inicia en el Circuito de Jerez sus entrenamientos para participar por primera vez en un campeonato mundial del octavo de litro, con el equipo Team Repsol KTM 125cc. A la espera de recibir la nueva moto sigue utilizando, por ahora, la de la temporada pasada. Con el fin de evitar o, al menos, disminuir el lastre que debe llevar debido a su escaso peso, inicia un régimen especial de comidas para ganar masa corporal. El 28 de enero, en el Circuito Ricardo Tormo de Cheste ha podido empezar a entrenar ya con la nueva moto, una KTM FRR 2T monocilíndrica, para el año 2008. El 14 de febrero, en la Cámara de Comercio de Zaragoza, ciudad sede de la Exposición Internacional 2008, los pilotos Repsol: Dani Pedrosa, Nicky Hayden, Julián Simón, Tito Rabat y Marc Márquez, hicieron su presentación oficial y fueron nombrados embajadores del voluntariado de la Expo 2008. El 20 de febrero, durante los entrenamientos del test IRTA en el Circuito de Jerez, se fractura el cúbito y el radio del tercio medio del antebrazo derecho, víctima de una caída en la tercera curva de la primera vuelta de las sesiones de la tarde, sobre suelo mojado. Al parecer la moto le hizo un vacío, reaccionando de golpe y provocando el percance. Operado con éxito al día siguiente en el Hospital Universitario Dexeus de Barcelona por el doctor Xavier Mir que, tras reducir la fractura, la fijó con placas de titanio especiales adecuadas a su edad y tamaño, con cuidado de no invadir el cartílago de crecimiento, se estima un período de recuperación entre cuatro y seis semanas, manteniendo el antebrazo inmovilizado durante unos siete días. No pudo participar en las dos primeras pruebas del Campeonato Mundial celebradas en Catar y en Jerez por estar todavía en período de recuperación. Lo intentó en el Circuito de Jerez, pero el dolor en la mano derecha no le permitía hacerlo.
Por fin, pudo debutar en la tercera prueba celebrada el 13 de abril en el Circuito de Estoril en Portugal, en donde consiguió llegar en la decimoctava posición, cuando había salido desde la vigésimo sexta plaza. En el Gran Premio Pramac de China, el 4 de mayo, en la que fue la última prueba a celebrar en el circuito de Shanghái, Marc consigue sus primeros cuatro puntos en un Mundial, en su segunda participación, al llegar en la duodécima posición en una carrera bajo la lluvia. Su posición de partida había sido la vigésimo primera plaza, una menos que la conseguida en las sesiones de clasificación, debido a la retirada de Pablo Nieto, por rotura de clavícula. No pudo terminar la quinta carrera celebrada el 18 de mayo en el circuito de Bugatti, Le Mans, por caída provocada por un toque con Scott Redding en la sexta vuelta. Aunque salía desde la vigésima posición de la parrilla, había quedado décimo en el "Warm-up" matutino y llegó a ir sexto en los primeros compases de la carrera gracias a una gran salida. Sí terminó la sexta carrera celebrada en el Autódromo Internazionale del Mugello, en Scarperia, Italia, el 1 de junio. Consiguió la decimonovena posición mejorando en cuatro puestos su posición de salida. Consigue su primer "Top Ten" en la séptima carrera, disputada el 8 de junio en el Circuito de Barcelona, situado en Montmeló. Después de salir en el decimocuarto lugar de la parrilla, estrenando chasis nuevo, gracias a una excelente carrera, consiguió llegar en décima posición.
El 22 de junio es, a partir de este momento, una fecha histórica en el motociclismo español. En Donington Park, donde se celebra el Gran Premio de Gran Bretaña, octava carrera de esta temporada, Marc Márquez se convierte en el piloto español más joven de todos los tiempos en conseguir una plaza de podio en una prueba del campeonato mundial. Su tercer puesto bate la marca anterior que ostentaba Dani Pedrosa, que había logrado un tercer puesto en Cheste el 23 de septiembre de 2001 a los 15 años y 359 días, y la establece en 15 años y 126 días. Es a su vez el segundo piloto más joven a nivel mundial en conseguir dicha hazaña, superado tan solo por Iván Palazzese, que el 20 de marzo de 1977 lo consigue a los 15 años y 77 días en el Gran Premio de Venezuela, por detrás de Ángel Nieto y Anton Mang.
Consigue el octavo lugar en la parrilla, aunque finalmente sale desde la séptima posición debido a la retirada de Pol Espargaró, quinto, por lesión. Una gran salida le sitúa en los primeros puestos de la carrera. Se establece una lucha sin cuartel carenado con carenado para no perder posiciones. Marc, que aún lleva un lastre de 10 Kilogramos, da la cara en todo momento, pese a los continuos roces con las motos de sus rivales.
Poco a poco se van descolgando pilotos hasta quedar Andrea Iannone y Scott Redding destacados y, luchando por la tercera plaza: Mike Di Meglio, Sergio Gadea y Marc. La caída de Andrea hace que queden tres corredores luchando por dos puestos de podio. Sergio no puede resistir el ritmo impuesto por sus acompañantes, y aunque Marc supera en ocasiones a Mike, termina la carrera en tercer lugar. En la novena prueba, ecuador de la competición, celebrada en el circuito de Assen, Países Bajos, el sábado 28 de junio, Marc no pudo terminar la prueba. Saliendo desde la posición dieciocho, pronto recupera puestos. La lluvia hace su aparición y condiciona la prueba. Cuando lo hace la segunda vez, sobre la décima vuelta, la dirección saca bandera roja. Marc cae precisamente en esa vuelta, cuando había pasado por línea de meta en sexta posición. Aunque haya caído, si consigue llevar la moto por sí mismo al pit lane, podría volver a salir desde dicha sexta posición en la nueva carrera, que es a cinco vueltas, tal como ocurrió en Francia. Pero no puede hacerlo porque el escape de la moto se había doblado y tuvo que abandonar.
Gran resultado en la décima carrera, que tuvo lugar el 13 de julio en el circuito de Sachsenring, Alemania, al conseguir llegar décimo por segunda vez este año, habiendo salido desde el puesto diecinueve. En comunicado de la Federación Internacional de Motociclismo (F.I.M.) del 14 de agosto, su compañero de equipo, Tito Rabat ha sido descalificado por irregularidades en el combustible utilizado en la carrera. El contraanálisis solicitado con la prueba B confirmó los resultados. Al no presentarse apelación pierde su noveno puesto a favor de Marc.
En Kyvalka, a 16 km del Autódromo de Brno, República Checa, se celebró el 17 de agosto la undécima carrera del año, que no pudo terminar por caída en la séptima vuelta. Su posición en la parrilla de salida había sido la duodécima.
Siguiendo su extraordinaria progresión llega cuarto en el Gran Premio de San Marino, celebrado el 31 de agosto en la ciudad de Misano, a 25 km de Rímini, Italia. En esta decimosegunda prueba del año partía desde la octava posición en la salida y ya presagiaba una buena carrera al conseguir un sexto puesto en el warm up matutino.
En el estreno, en un campeonato mundial de MotoGP, de la pista de circuito de Indianápolis, Estados Unidos, el 14 de septiembre, Marc consigue una sexta plaza en una carrera que tuvo que ser suspendida por la lluvia tras completar dieciséis vueltas todos los pilotos. Había salido en el puesto trece de la parrilla de salida.
Una caída en la primera vuelta en el circuito de Motegi, Japón, el 28 de septiembre, le obligó al abandono cuando había salido desde el puesto trece.
En la carrera australiana de Phillip Island, Australia, el 5 de octubre, Marc quedó en novena posición tras ser penalizado con 1 s por un incidente en la última curva con Simone Corsi. En Mugello, le hizo perder el octavo puesto con el que terminó la carrera. En esta decimoquinta prueba había salido desde el puesto doce.
El viernes 17 de octubre, al final de los primeros entrenamientos libres del Gran Premio de Malasia, que se celebra en el Circuito Internacional de Sepang, situado a unos 60 km de Kuala Lumpur, en Malasia, al salir de una curva, y al parecer tocado por detrás por el piloto Cyril Carrillo, se fue al suelo. Su mono de pilotaje se quedó enganchado en la moto, lo que hizo que sus dos piernas quedasen aprisionadas entre el basculante y la rueda trasera de su KTM. Costó más de diez minutos liberar a Marc, sobre todo su pierna derecha, ya que fue necesario desinflar el neumático para poder retirarla. Llevado en camilla, consciente, a la Clínica Mobile, fue atendido por el doctor Macchiagodena que, tras varias radiografías, descartó posibles fracturas, diagnosticando en un principio una distensión o dislocación del cartílago de crecimiento inferior de la pierna derecha, de menor gravedad de lo esperado. Se descarta su participación en esta decimosexta carrera, y dado que se espera un periodo de recuperación de unos quince días, se duda que pueda participar en el Gran Premio de Cheste, último de la temporada, en Valencia.
El sábado por la mañana ingresaba a las órdenes del doctor Xavier Mir, en la Clínica Dexeus de Barcelona donde, después de realizarle una Resonancia Nuclear Magnética y una Tomografía Axial Computarizada, se confirmó la fractura del cartílago de crecimiento de la tibia derecha y además se encontró una fractura del hueso calcáneo en el tobillo de la misma pierna, más contusiones y erosiones varias. Después de 24 horas de reposo tratado con antiinflamatorios y una vez bajada la inflamación se le aplicó una inmovilización rígida, que deberá mantener dos semanas, después de las cuales se le hará una nueva exploración. Recibió el alta el domingo 19 por la mañana. Se descarta por lo tanto su participación en el último Gran Premio de la temporada.
El 22 de noviembre, Márquez fue nominado para la primera edición del premio "Descubrimiento deportivo catalán del año" del programa "Tot Gira" de Catalunya Ràdio. La entrega de premios se produjo el 27 de diciembre, quedando en cuarto lugar con 277 votos, detrás de Kilian Jornet (363), Andrea Fuentes(295) y Carla Dorca (282).

### Temporada 2009
Una vez recuperado de la lesión por la que no pudo correr las últimas carreras del año pasado, comienza los entrenamientos de este año en Jerez el 26 de enero. Disputa esta temporada a lomos de una KTM de fábrica, contando con Red Bull como nuevo patrocinador. La moto tiene una potencia de 60 C.V., con motor de láminas, carburador e inyección, y lleva chasis de doble viga de aluminio. Utiliza suspensiones Öhlins y neumáticos Dunlop. Su peso es de 136 kg. El 31 de enero y 1 de febrero continúa los entrenamientos en Valencia. La incorporación del sistema de freno regenerativo a su moto podría ser la gran novedad de esta temporada. Inicialmente llevará un lastre de solo 5 kg.
No empezó bien el campeonato el 12 de abril en Losail (Catar). Caen las primeras gotas de lluvia en la cuarta vuelta y al pasar por la curva 12, una rápida a derechas, pisa el piano y sale por orejas, aunque sin consecuencias físicas. Más tarde la prueba es suspendida y valen los pases por meta al final del cuarto giro. Marc consigue llevar la moto a meta por si la carrera se reanudaba pero no fue así, llegando el veintinueve, cuando había salido desde la novena posición en parrilla.
La segunda carrera celebrada en Motegi (Japón), el 26 de abril, tuvo como protagonista el cambio de tiempo atmosférico. Una mañana lluviosa dejó la pista húmeda. Pero el cese las precipitaciones y el comienzo de un poco de viento hacía prever el secado del asfalto a lo largo de la prueba. La estrategia a seguir respecto a los desarrollos y sobre todo la elección de los neumáticos fue determinante. La táctica empleada por Marc fue utilizar neumáticos lisos detrás y medios delante, es decir, lisos rayados o cortados. Esto hizo que partiendo de la décima posición quedase algo retrasado de inicio, para ir recuperando a lo largo de la carrera, aunque al final le faltase un poco de agarre. Terminó en quinto lugar. Destacar que en los segundos entrenamientos libres con lluvia había conseguido el segundo puesto, y como se suspendieron los de clasificación, valieron los resultados de los primeros libres, con mejor tiempo.
Se celebra en Circuito de Jerez, el 3 de mayo, la tercera carrera, en la que Marc sale por primera vez en un campeonato mundial en la primera línea de parrilla desde el puesto cuarto. Consigue llegar en tercer lugar, superado en última instancia por Sergio Gadea, lo que significa su primer podio de la temporada y segundo de su carrera mundialista.
El 16 de mayo, un día antes de la cuarta carrera a celebrar en el circuito de Le Mans, Marc consigue un nuevo hito histórico para el motociclismo español al convertirse en el piloto más joven en conseguir una pole con 16 años y 68 días, batiendo la anterior marca lograda por Jorge Lorenzo el 11 de octubre de 2003 en Malasia con 16 años y 160 días. A nivel mundial sólo es superado por Marco Melandri que la alcanzó el 18 de julio de 1998, en Sachsenring, en el primer gran premio celebrado en ese circuito, con 15 años y 345 días. Ya en carrera, con tiempo algo lluvioso conseguía ir tercero detrás de Joan Olivé, pero una caída de éste en la séptima vuelta no pudo ser esquivada por Marc, que también cayó al suelo. Volvió a entrar en pista en el puesto 16 con el semimanillar izquierdo algo cerrado. Intentó la remontada, pero volvió a caer en la novena y ya se tuvo que retirar.
Quinta carrera, esta vez en Mugello, Italia, el 31 de mayo. Quinto en la salida, quinto en la llegada, después de una fuerte lucha con otros cuatro pilotos para conseguir la cuarta plaza en meta, ya que tres pilotos llegaron destacados.
Una salida de pista con caída incluida en los entrenos de clasificación del Gran Premio de Cataluña, hizo que partiera desde el puesto doce. Ya en carrera, el 14 de junio, se mantuvo en el grupo que luchaba por el tercer puesto. A pesar de un error en la vuelta diecinueve en la que se salió de la pista, pudo volver al grupo y terminar en quinta posición. Con un tiempo de 1´51.175 consigue la vuelta rápida de la carrera en la vuelta siete. La séptima carrera se celebra en el Circuito de Assen (Holanda), el sábado 27 de junio, en la que sale Marc desde el puesto diez, que es el mismo en el que acaba. Es una carrera con algún toque con otros pilotos y una salida de pista al final de la misma, que le impide mejorar la posición final.
El 19 de julio la octava prueba es en Sachsenring, Alemania. Buen tercer puesto en parrilla en unos entrenos de calificación bajo lluvia. Mejor primer puesto en el Warm-up en seco. En carrera, extraordinaria lucha para conseguir la cuarta plaza, que sería por la tercera al final de carrera al ser cazado Nico Terol. Después de la penúltima curva de la última vuelta, un toque con Joan Olivé le levanta la maneta del freno delantero. Al entrar en la última curva, no puede encontrar la maneta, baja las marchas y al intentar frenar con el trasero, la moto le escupe. Puede finalmente volver a pista, pero termina en el puesto dieciséis. Vuelve a ser Marc víctima de la desgracia en la novena prueba celebrada el 26 de julio en Donington Park, Reino Unido. Sale desde la segunda plaza en parrilla y se mantiene siempre en los puestos de cabeza, pero la lluvia hace su aparición en la vuelta catorce y la carrera se detiene en la siguiente cuando pasó tercero por meta en la vuelta anterior. Nueva carrera a cinco vueltas en la que toma el liderato en la segunda vuelta. Dura lucha con Simone Corsi, que lo adelanta en la tercera vuelta, aunque Marc recupera el primer puesto en la siguiente acción. Ya en la cuarta vuelta, al frenar en la chicane, suelta el embrague y se le va la moto de atrás, al clavarse la rueda, cayendo al suelo. Cosas de principiante como él mismo dice. Consigue levantarla finalmente y volver a pista para terminar en el puesto quince.
Buen comienzo en los entrenamientos libres del viernes, previos a la décima prueba a celebrar en Autódromo de Brno, República Checa, en los que consigue el segundo puesto. En los segundos libres, el sábado por la mañana, una aparatosa caída al principio de los mismos debido a un fallo mecánico, por fortuna sin consecuencias físicas, le impiden continuar. A la mitad de los de clasificación, por la tarde, una nueva caída, también sin consecuencias, sólo le permite conseguir el puesto veinte para la carrera. El domingo, 16 de agosto, consigue entrar en el grupo de siete que persigue a los cuatro escapados. Tras mantenerse casi siempre al final del septeto, consigue terminar octavo en la prueba.
Nueva caída en los segundos entrenamientos libres por un enganche en el motor por exceso de temperatura, volviendo a caer en los de clasificación, logrando al final el noveno puesto para la salida de la undécima prueba a celebrar el 30 de agosto en el circuito de Indianápolis, Estados Unidos. Ya en carrera, consigue finalmente el sexto lugar, en cabeza del grupo perseguidor del quinteto escapado. Decimosegunda carrera, Gran Premio de San Marino, celebrada en el Circuito de Misano, el 6 de septiembre. Séptimo puesto de salida y gran carrera, integrado en el segundo grupo, llegando finalmente en cuarto lugar.
Buenos entrenamientos para el Gran Premio de Portugal en Estoril, decimotercera prueba a celebrar el 4 de octubre, en la que sale en cuarta posición. Ya en carrera, consigue ir en cabeza en varios momentos. Cuando a mitad de prueba iba en segundo lugar, detrás de Julián Simón, cae de atrás, no pudiendo continuar.
Un sexto puesto en los entrenamientos oficiales hacía albergar ciertas esperanzas para la decimocuarta carrera a celebrar en Phillip Island, Australia, el 18 de octubre. Luego en carrera tras mantenerse en el segundo grupo, terminó en octava posición.
Después de quedar segundo en los dos entrenamientos libres, consigue su segunda pole en los oficiales de la decimoquinta carrera en Sepang, Malasia, celebrada el 25 de octubre. Una buena salida le permite mantenerse en cabeza las primeras vueltas de la prueba. Cuando marchaba en un segundo grupo en lucha por el tercer puesto, una rotura de motor a falta de siete vueltas lo deja fuera de carrera.
En la decimosexta y última prueba de la temporada, disputada en Cheste, Valencia, Marc sale desde la cuarta posición y lucha por igual puesto en la carrera, pero un toque con Joan Olivé en la última vuelta lo relega al puesto diecisiete.

### Temporada 2010

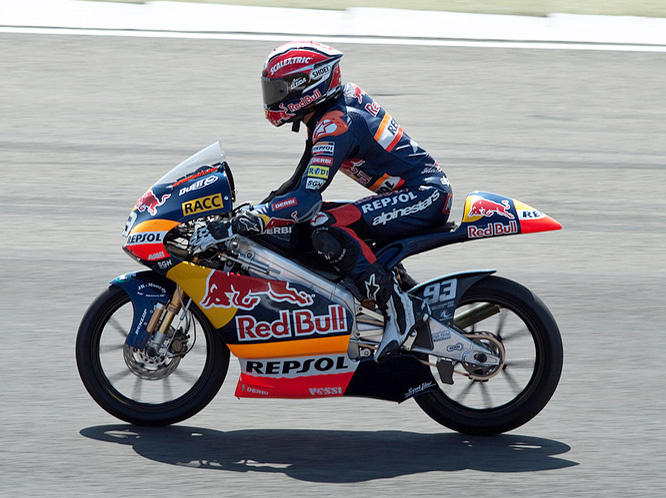
Márquez en el Circuito de Assen en 2010

Después del abandono definitivo de KTM del campeonato mundial de velocidad, Marc fichó para esta temporada, justo al acabar el Gran Premio de la Comunidad Valenciana del año anterior, por la escudería finlandesa Red Bull Ajo Motorsport, (que quedó campeona del mundo en 125cc con el piloto Mike Di Meglio), y correrá sobre una Derbi RSA 125. Aunque su nuevo director sería Aki, deportivamente siguió a las órdenes de Emilio Alzamora.
Tras una gran pretemporada (que incluyó el esquí en tierras nórdicas), tanto en los tres entrenamientos privados en Jerez como en algunos de los circuitos oficiales de entrenamiento, se crearon fuertes expectativas. Después de crecer unos centímetros en el invierno, llegó al peso de 57 kg, alcanzando con mono y casco los 65. Esto hacía que con moto incluida el peso total fuera de unos 140 kg por lo que no necesitaría, por primera vez desde hace unos años, llevar lastre.

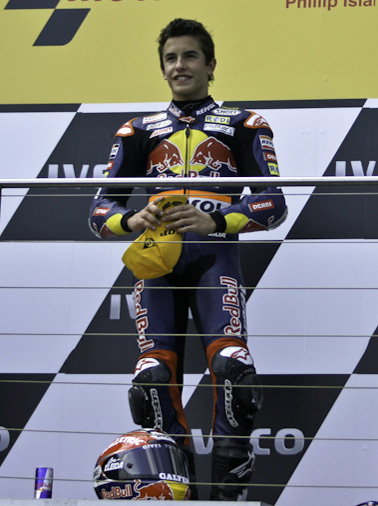
Márquez en el podio del Circuito de Phillip Island, tras ganar la carrera de 125cc de 2010

Con diez victorias en las dieciséis primeras carreras, Marc acabó la temporada coronándose campeón del mundo de la categoría pequeña en la última carrera del año, decimoséptima de la temporada celebrada en Cheste, el 7 de noviembre. Salió desde la pole con un tiempo de 1´39,564 y consiguió la vuelta rápida en el sexto giro en 1´40,216. Cuando vio llegar a Pol Espargaró, que venía remontando, en la recta se levantó del carenado y le cedió el tercer cajón del podio. Le valía un octavo puesto, y consiguió un cuarto. Se convirtió en el español más joven en ganar el Campeonato, con sólo 17 años y 263 días. A nivel mundial sólo era superado por Loris Capirossi, por apenas 100 días.

### Temporada 2011

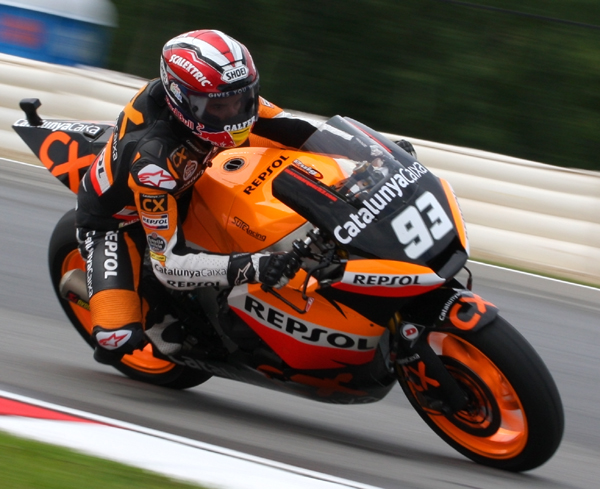
Márquez en 2011 en el Circuito de Brno

Primera carrera el 20 de marzo en Losail, Catar. Sale segundo en parrilla. Warm up realizado el sábado. A una mala salida siguió una precipitación en la recuperación del retraso, lo que terminó con una caída sin consecuencias en el transcurso de la cuarta vuelta y tuvo que retirarse.
Segunda carrera el 3 de abril en Jerez de la Frontera, España. Sale cuarto en parrilla. Marc se retrasa en las primeras vueltas, pero va remontando poco a poco. Pasa a Jules Cluzel en la décima vuelta para colocarse sexto, pero es golpeado involuntariamente por éste en el mismo giro y tiene que abandonar.
Tercera carrera el 1 de mayo en el Circuito de Estoril, Portugal. Sale cuarto en parrilla. Pasa el octavo en la séptima vuelta, pero en la octava, no puede controlar la moto en una frenada y cae arrastrando a Scott Redding. Este vuelve a la carrera pasando el 34 por meta para acabar el 21.
Cuarta carrera el 15 de mayo en el Circuito de Bugatti de Le Mans, Francia. Sale sexto en parrilla. Salida regular que le obliga a remontar hasta llegar al primer puesto en la vuelta 22 de 26 para obtener su primera victoria en Moto2. Consiguió vuelta rápida en el séptimo giro con un tiempo de 1´38,533.
Quinta carrera el 5 de junio en el Circuito de Cataluña de España. Sale quinto en parrilla. Las primeras vueltas comienza retrasado tras una salida defectuosa llegando a rodar en decimoprimera posición. Tras una buena remontada, logra llegar al grupo perseguidor de Stefan Bradl y se coloca cuarto. Justo delante de él, se produce una caída cuando Kenan Sofuoglu trata de adelantar a Julián Simón. Marc continúa con su ritmo y conserva para finalizar segundo.
Sexta carrera el 12 de junio en el Circuito de Silverstone de Inglaterra. Tras los mejores entrenamientos del año Marc Márquez sale en la pole. El domingo día del gran premio la carrera se produce bajo en aguacero que cambia la perspectiva. El piloto español se toma con calma las primeras vueltas, pero el piso mojado termina con las aspiraciones de muchos y Márquez se cae sin poder terminar la carrera.
Séptima carrera el 25 de junio en el Circuito de Assen de Holanda, considerado por su valor histórico como la catedral del motociclismo. Otro fin de semana complicado debido a una climatología muy cambiante con leves lloviznas y al derrame de aceite de motos durante los entrenamientos de Moto2 en los días previos a la carrera. Carrera sobre piso mojado donde sale segundo en parrilla. Hace la mejor salida hasta el momento del año se pone segundo y adelanta en la primera curva a Stefan Bradl. La carrera se desarrolla en grupo, junto con el español van Yuki Takahashi, Bradley Smith y Kenan Sofuoglu. Marc se mantiene en el grupo siguiendo el ritmo pero tomando precauciones dada la inestabilidad de la pista. A falta de pocas vueltas para el final Márquez se pone en cabeza y pone un ritmo que deja atrás a sus perseguidores. Así gana su segunda carrera en la categoría.
Octava carrera el 3 de julio en el Circuito de Mugello, Italia, sale desde la primera posición en parrilla. En carrera toma la cabeza de inicio en donde se forma un grupo efectivo de cuatro pilotos: Stefan Bradl, Bradley Smith, Alex de Angelis y Marc. El español va neutralizando todos los ataque hasta conseguir su tercera victoria de la temporada, segunda consecutiva, récord mundial de precocidad en la categoría intermedia batiendo la anterior marca de Dani Pedrosa.
Novena carrera el 17 de julio en Sachsenring, Alemania, en la que sale primero en parrilla. Toma la iniciativa desde el primer momento, inquietado ocasionalmente por Stefan Bradl y Alex de Angelis, a los que vence sin grandes problemas, obteniendo su tercera victoria consecutiva, cuarta del año.
Décima carrera el 14 de agosto en el Autódromo de Brno, República Checa, saliendo por tercera vez consecutiva desde la primera posición. Terrible lucha para los cuatro primeros puestos entre Marc, que terminó segundo, Andrea Iannone, que resultó ganador, Stefan Bradl que fue tercero y Alex de Angelis, finalmente cuarto. En uno de los lances de la carrera, la rueda delantera de Alex de Angelis contactó con el hombro derecho de Marc dejando en el mono la marca del neumático, todo ello en un adelantamiento al límite que afortunadamente no tuvo consecuencias.
Decimoprimera carrera el 28 de agosto en circuito de Indianápolis, Estados Unidos, y por cuarta vez seguida sale el primero en parrilla. Después de una salida tranquila para conservar neumáticos, toma la cabeza en la octava vuelta y no la abandona hasta el final de la prueba
Decimosegunda prueba el 4 de septiembre junto a la República de San Marino, en el Circuito de Misano, en la que sale segundo. Otra lucha en cabeza, con Scott Redding en las primeras vueltas y con Stefan Bradl y Andrea Iannone, segundo y tercero respectivamente en meta, en el tramo final, para conseguir una nueva victoria.
Decimotercera carrera del Mundial de Moto2, el 18 de septiembre en el circuito MotorLand Aragón en la ciudad de Aragón en España. Márquez tras unos entrenamientos espléndidos sale desde la pole como principal favorito a la victoria gracias a su gran ritmo de carrera. El día amanece con rachas de viento lo que complica el desarrollo de la prueba y aumenta las posibilidades de caída. Marc sale bien pero tanto en la primera vuelta como en el primer tercio de carrera protagoniza una lucha encarnizada de adelantamientos con Andrea Iannone, Stefan Bradl, Scott Redding, Simone Corsi, y Alex de Angelis. La ristra de adelantamientos es apoteósica y mientras Márquez intenta ponerse en cabeza para escaparse sus rivales se lo impiden, principalmente un inspiradísimo luchador como Andrea Iannone. Finalmente se llega en grupo al último tramo de la carrera, hasta que a 6 vueltas Márquez logra imponer ese ritmo superior, consiguiendo además la vuelta rápida en la quince con un tiempo de 1'53.956, y se marcha para lograr una nueva victoria, la 7.ª de la temporada y la 3.ª consecutiva.
Decimocuarta carrera el 2 de octubre en Motegi, Japón. Sale desde la pole y después de una dura lucha con Andrea Iannone llega segundo a meta detrás del italiano. Al quedar Stefan Bradl en cuarta posición, Marc se pone en cabeza de la clasificación general con un punto de ventaja respecto al alemán.En el Gran Premio de Australia, Márquez estuvo involucrado en un incidente con Ratthapark Wilairot durante la práctica libre; Márquez se estrelló contra la espalda de Wilairot después de que la sesión hubo concluido, y por conducir de "manera irresponsable", se le aplicó una penalización de un minuto en su tiempo de calificación. La penalización aseguró que Márquez comenzaría la carrera desde la última posición en la parrilla, pero se abrió camino a través del campo y finalmente terminó la carrera en el tercer lugar.
Antes del Gran Premio de Malasia, Márquez confirmó que permanecería en Moto2 para la temporada 2012, después de los rumores de un cambio a la clase MotoGP. El fin de semana de carreras de Márquez se vio obstaculizado en los primeros minutos de la primera sesión de práctica libre, ya que se estrelló en una zona húmeda de asfalto. Después de dejar de lado otras dos sesiones de práctica, Márquez completó dos vueltas en la sesión de calificación, pero sus tiempos solo fueron lo suficientemente buenos como 36.º en la parrilla. No comenzó la carrera, ya que no pasó un examen médico antes del calentamiento en la mañana de la carrera. Márquez asistió a la última carrera de la temporada en Valencia, con la esperanza de estar en forma para competir, pero se retiró debido a sus continuos problemas de visión, lo que le dio a Bradl el título.
El 5 de octubre en el Centro Superior de Deportes de Madrid recibe Marc la medalla de bronce al mérito deportivo.

### Temporada 2012
En su segundo año en Moto2, Marc Márquez confiaba en que este año si podría ganar el Mundial, dejando atrás los problemas con las caídas y las lesiones del 2011. En la primera carrera de la temporada en Catar, Marc clasificó en segunda posición para la carrera. El domingo, tras un carrerón por parte de los pilotos de la cabeza de carrera, Márquez ganaba el Gran Premio en la recta de meta contra Andrea Iannone con solo 0,061 segundos de diferencia entre el y el italiano. En la siguiente carrera, esta vez en Jerez, Marc consiguió la pole el sábado y acabó la carrera en segunda posición tras una gran batalla con Pol Espargaró. En Portugal, Márquez cuajó otra gran actuación con la pole y la victoria en Estoril tras unas cuantas pasadas entre el y Pol. En Le Mans, a pesar de salir de nuevo desde la pole, el agua le jugó una mala pasada a Marc, que acabó abandonando tras sufrir una caída.
La siguiente prueba del Mundial era en casa de Marc, concretamente en Montmeló, en el Circuit de Catalunya. Marc hizo la pole con un gran tiempo y quedó tercero en carrera tras verse involucrado en un toque con Pol Espargaró en las últimas vueltas. En Gran Bretaña, el fin de semana fue complicado para Marc, clasificando en parrilla en quinta posición y terminando la carrera de nuevo tercero. Hasta aquella carrera, Marc no tenía un número de puntos que le aseguraran poder luchar por el campeonato.
Tras este bajón puntual del piloto de Cervera, llegaron dos buenas carreras para el. En el Gran Premio de los Países Bajos, Marc conseguía hacer la pole, la vuelta rápida de carrera y ganar aquella carrera. Dominó en Assen de principio a fin. Tras Holanda, venía El GP Alemania 2012, en el que consiguió ganar la carrera tras salir desde la pole position. Tras esta buena racha de dos victorias seguidas, llegó el GP de Italia en Mugello, en la que Marc quedó quinto en una mala carrera del español.
En la décima prueba del Mundial, tocaba correr en Indianápolis. Marc consiguió ganar la carrera y conseguir hacer la vuelta rápida en esta emblemática pista del Mundial de motociclismo. En Brno, en el GP de la República Checa, consiguió repetir victoria, siendo la sexta victoria de la temporada. Pero Marc no se conformó con eso, ya que en la siguiente carrera, exactamente en el GP de San Marino, Márquez consiguió repetir lo que ya hizo en Holanda. Pole, victoria y vuelta rápida, toda una hazaña. Era la tercera carrera consecutiva que ganaba y la séptima de la temporada.
Llegamos a Aragón, donde Marc no pudo ganar la cuarta consecutiva y solo pudo ser segundo tras Pol Espargaró. En Japón, Marc regresó a la senda de la victoria quedando por delante de su principal rival de aquella temporada, Pol Espargaró. Tras Japón, los dos tenían opciones de ganar el campeonato a falta de 3 carreras. En Malasia, Marc tenía la primera pelota de partido para ganar el campeonato, pero lo desperdició tras caerse en la lluvia.
En la penúltima carrera del Mundial, Marc tuvo que empezar la carrera desde muy atrás tras chocar en la clasificación del GP de Australia con un rival. En carrera hizo una gran remontada, llegando a la meta en tercera posición, proclamándose matemáticamente campeón del mundo de Moto2 a falta de una carrera para el final.
En la última carrera, en Valencia, el 11 de noviembre, tras salir el trigésimo tercero, o lo que es lo mismo, el último cumpliendo una sanción impuesta por un incidente en los entrenamientos libre del viernes, acaba ganando la carrera por delante de Julián Simón y Nico Terol los cuales completaron el pódium. Esta hazaña es la mayor remontada de la historia al remontar 32 posiciones. En esta temporada consiguió el título de Moto2.

### Temporada 2013: campeón del mundo en su debut en MotoGP

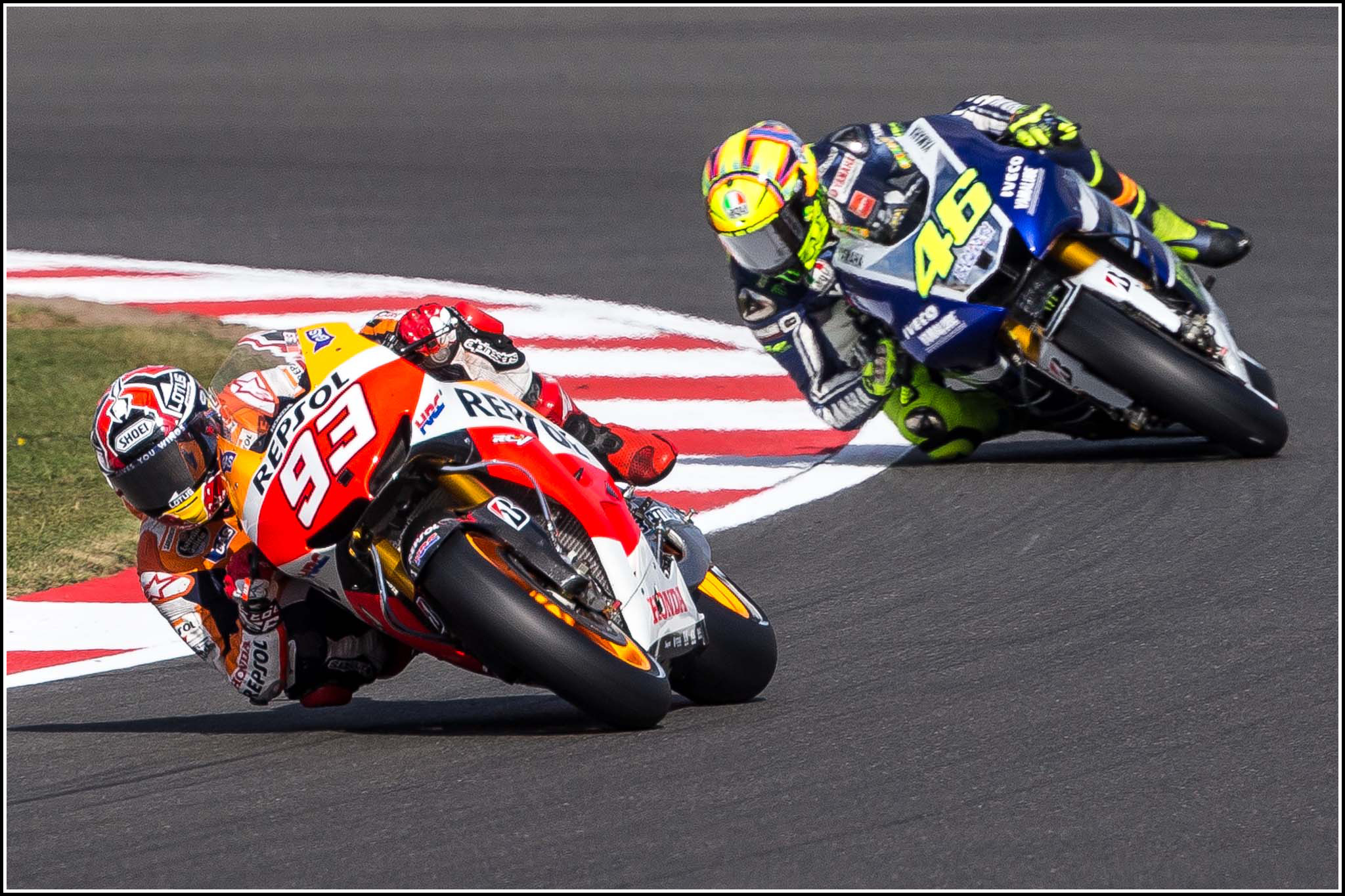
Márquez rodando delante de Valentino Rossi en los entrenamientos en el Circuito de Silverstone el 31 de agosto de 2013

Para el año 2013 firma por Repsol Honda para competir en MotoGP en la misma escudería que Dani Pedrosa. Pese a ser su primer año en la categoría máxima su palmarés le hace ser uno de los favoritos. En su estreno en el GP de Catar acaba en tercera posición por delante de su compañero de equipo, y por detrás tan solo de Jorge Lorenzo y Valentino Rossi. En su segunda carrera, en el GP de las Américas en Austin, Texas quedó en la primera posición siendo así el piloto más joven en lograrlo con tan solo 20 años y 63 días, por delante de Dani Pedrosa y Jorge Lorenzo, superando la marca del estadounidense Freddie Spencer.
En su cuarta carrera recupera desde la 8 posición tras salir líder y acaba tercero. Tras una caída en Mugello mientras perseguía a Jorge Lorenzo cuando circulaba en segunda posición, se va al suelo y le cede su segunda plaza a Dani Pedrosa. En el gran premio de España en Montmeló acaba en tercera posición y en segunda cruza la línea de meta en el gran premio de Holanda. Es en Sacksenring donde gana su segunda carrera en la categoría reina y es en este circuito donde comienza una larga racha de victorias, en Brno vuelve a ganar siendo esta su cuarta victoria consecutiva. El 10 de noviembre se proclamó campeón del mundo en el circuito de Chester, en el Gran Premio de la Comunidad Valenciana de 2013, quedando tercero tras Jorge Lorenzo y Dani Pedrosa, ganando el título de campeón Mundial. Se convierte en el piloto de motociclismo más joven en ganar en la categoría reina.
Esta temporada puede considerarse como una de las más importantes, ya que logró batir prácticamente todos los récords de la categoría reina. Los récords conseguidos en esta temporada son los siguientes:
En Catar (Losail): Considerado el piloto más joven en lograr una vuelta rápida con 20 años y 49 días. Le quita el récord a Spencer. Logra el podio, siendo el piloto más joven, se lo quita a Norick Abe (1995).
Texas: Con solo 20 años y 63 días se convierte en el más joven en ganar una carrera. Bate el récord de Spencer que lo tenía desde Bélgica 82, con 20 años y 192 días. Un día antes logró la pole en Austin con 20 años y 62 días, se nuevo superando a Spencer. Se convierte en el más joven subiendo al podio en dos carreras consecutivas, esta vez el récord se lo arrebata a Mamola. A Pedrosa le arrebata el honor de ser el más joven en ganar en las tres categorías.
España (Jerez): Con 20 años y 77 días le quita el récord a Lorenzo de subir tres veces consecutivas al podio.
Francia: En Le Mans consigue su cuarto podio consecutivo en su temporada debut igualando a Biaggi.
Alemania: Segunda victoria en Sachsenring con la que iguala a Biaggi, Rossi, Spencer, Cadalora y Pedrosa en sus temporadas de << rookies>>. En Estados Unidos ganó su segunda carrera consecutiva con 20 años y 154 días, arrebatando el récord a Spencer, que ganó en Sudáfrica y Francia con 21 años y 104 días, en 1983. Y es el primer novato que lo hace desde Roberts, en 1978. En Indianápolis se convirtió en el más joven de la historia, con 20 años y 182 días, en encadenar tres victorias consecutivas. También se lo quitó a Spencer. Y esa victoria también le convierte en el tercer piloto en ganar tres carreras consecutivas en el mismo país en un mismo año. En Brno, República Checa, obtuvo su quinta victoria y se convirtió en el primer debutante de la historia en ganar 4 carreras consecutivas, con 20 años y 189 días. Además se convierte en el más joven de todos los tiempos en conseguirlo, arrebatándole el récord a Hailwood, que lo hizo con 22 años y 139 días. En Silverstone obtuvo su quinta pole, récord para un novato undécimo podio de año, superando por uno el que tenía Rossi desde el año 2000. Con 233 puntos en la general quita a Pedrosa el récord de puntuación de un novato que tenía con 215 en 2006. En Valencia igualó a Kenny Roberts ganando el título a la primera. Pero superó todas las marcas del estadounidense en cuanto a victorias y poles. También se convirtió en el campeón del mundo más joven de la historia con 20 años y 266 días. Se lo quitó a Freddie Spencer, cuya gesta data desde 1983, al lograrlo con 21 años y 258 días. En los 65 años de historia del Mundial es el cuarto piloto que ha sido campeón en tres categorías diferentes, después de Mike Hailwood, Phil Read y Valentino Rossi.

### Temporada 2014
Márquez empezó de forma soberbia la temporada con diez victorias en las primeras diez fechas, de forma que se convirtió en el tercer piloto en lograr tal hazaña en la categoría reina, después de Mick Doohan y Giacomo Agostini. La racha en la fecha 11 en Brno donde finalizó cuarto pero ganó la siguiente carrera en Silverstone, derrotando a Jorge Lorenzo. Después de dos carreras con resultados malos en Misano y Aragón, Márquez logró el bicampeonato de MotoGP al resultar segundo en Motegi, a falta tres jornadas para el final.
En Phillip Island, Márquez tuvo su 12.ª pole position de la temporada, igualando el récord de Casey Stoner de 2011, pero se cayó cuando lideraba la carrera, su primer retiro desde el Gran Premio de Italia de 2013. En Sepang, Márquez rompió el récord de Stoner, con su 13.ª pole de la temporada y su 50.ª pole position del Gran Premio. Logró su 12.ª victoria de la temporada, igualando al récord de Mick Doohan de mayor cantidad de victorias en la categoría reina en una sola temporada, a partir de 1997. El resultado de Márquez también era lo suficientemente bueno para Honda con la obtención del título del campeonato de fabricantes, con una carrera para terminar. En la última carrera en Valencia, Márquez rompió el récord de Doohan, con su 13.ª victoria de la temporada.

### Temporada 2015
En 2015, Márquez triunfó en cinco carreras: Austin, Sachsenring, Indianápolis, Misano y Phillip Island, y cuatro segundo lugares. Sin embargo, seis retiros lo dejaron en el tercer puesto en el campeonato de pilotos detrás de las Yamaha de Jorge Lorenzo y Valentino Rossi.
Fue la temporada del desencuentro con su, hasta en ese momento, ídolo y amigo Valentino Rossi. Las tensiones comenzaron en el GP de Assen cuando Rossi ganó la carrera atajando en la última chicane del circuito durante la última vuelta ante un intento de adelantamiento de Márquez. Rossi se defendió diciendo ser él quien se encontraba delante, mientras que Márquez alegó ser él quien se encontraba en el interior de la curva. Pero fue en el GP de Malasia donde todo explotó: Márquez, que ya tenía nulas posibilidades de ganar el campeonato, se encontró en las primeras vueltas de la carrera disputando la posición con Rossi. Pero este último tenía puesta la mira en Lorenzo (con quien se jugaba el Mundial) que marchaba en primera posición. Valentino decidió poner fin a los ataques de Marc en la curva de entrada a la contra-recta del circuito apartándole de la trazada con su moto, haciéndole aminorar la marcha y, finalmente, propinándole una patada en el manillar derecho de la Honda que supondría que Márquez acabase por los suelos. Revisada la acción por Dirección de carrera, decidieron sancionar la maniobra de Valentino Rossi con 3 puntos en su carnet, sanción que le supone salir último en parrilla en la siguiente carrera (por acumulación de infracciones en su carnet). Dirección de carrera no ve acción punible alguna a Marc Márquez. En el GP de Cheste, último de la temporada y decisivo para saber el ganador, Márquez no pudo ganar a Lorenzo, lo que permitió a este último conseguir el título en detrimento de Rossi (lo que fue valorado por este último como un amaño del campeonato por parte de los pilotos españoles).

### Temporada 2016

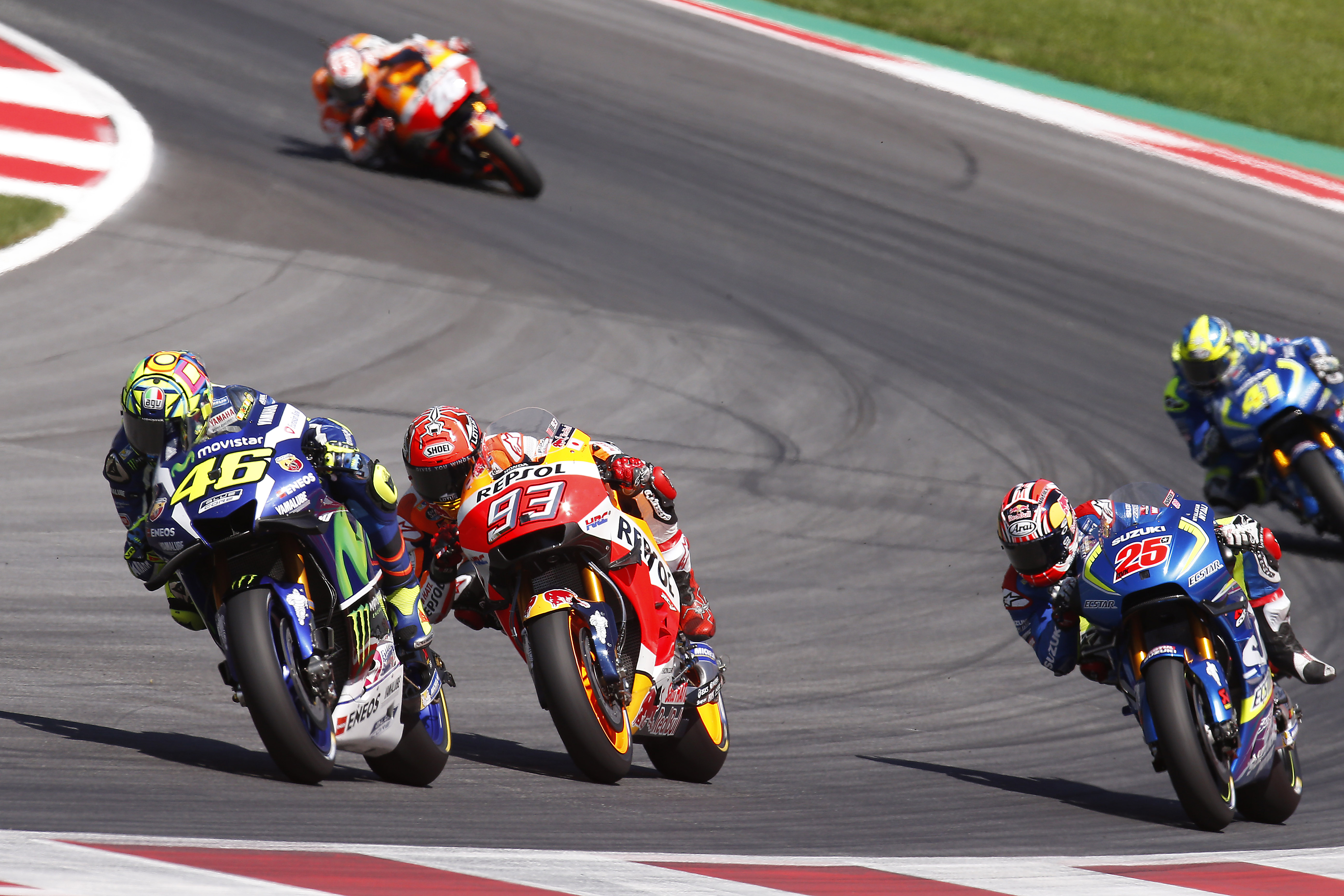
Márquez (número 93) en el Gran Premio de Austria de Motociclismo de 2016

Tras la disputada temporada de 2015, Marc comenzó la nueva temporada sabiendo que su moto no era la mejor y que tenía muchas carencias, como la falta de aceleración y velocidad punta. Aun así salió a por todas en la primera carrera en Catar, terminando tercero. En las dos siguientes carreras (Argentina y Austin) Marc logró dos importantes victorias dominando de principio a fin. Estas dos victorias en territorio americano daban un poco de aire a Honda y al propio Márquez, ya que ambas partes sabían que en los circuitos europeos sufrirían más. Tras un conservador GP de España en Jerez, donde Marc acabó tercero de nuevo sin arriesgar lo más mínimo, llegó la primera caída de la temporada en Le Mans. Por suerte Marc consiguió acabar esa carrera en 13.º posición, sumando 3 puntos que podrían ser vitales en el futuro.
Tras las primeras 5 carreras del campeonato, Márquez sabía que en esta parte del Mundial le tocaba sumar los máximos puntos posibles sin arriesgar mucho, ya que a la más mínima se podía ir al suelo al acercarse a los límites de su Honda. En Italia tras una batalla épica con Lorenzo en las últimas vueltas, acabó 2.º tras ser adelantado por el propio Lorenzo en la misma recta de meta. En Cataluña y Holanda volvió a terminar en 2.º posición ambas carreras y poniéndose líder del Mundial tras dos malas carreras del hasta entonces líder Jorge Lorenzo. En la siguiente carrera, Marc volvió a sacar un buen saco de puntos a sus dos rivales por el campeonato, Lorenzo y Rossi. Márquez ganó en Saschenring en una carrera flag to flag trepidante. A partir de ahí, con una gran ventaja de puntos, Márquez se limitó a ir conservando su colchón en las carreras siguientes. Quinto en Austria, 3.º en Brno y dos cuartos puestos en Silverstone y San Marino lo confirman.
En Aragón, uno de los circuitos favoritos de Marc, logró imponerse de nuevo y dejar el campeonato prácticamente sentenciado. Consolida el título ganando el GP de Japón en Motegi, consiguiendo su tercer campeonato mundial en MotoGP y el quinto sumando las demás categorías. Pero en las dos siguientes carreras, en Australia y Malasia, tuvo dos caídas. En Australia no pudo seguir la carrera y en Malasia acabó en la undécima posición.

### Temporada 2017
Márquez comenzó la temporada 2017 con un cuarto puesto en Catar, seguido de una caída al liderar en Argentina. Obtuvo su primera victoria del año en Texas, seguido por el segundo lugar detrás de su compañero Pedrosa en Jerez. Luego sufrió un segundo choque de la temporada en Francia, seguido por un decepcionante final de sexto lugar en Mugello, luchando en ambas carreras con la falta de aceleración de Honda en las curvas. Terminó segundo en Cataluña, a pesar de sufrir varios choques a través de la práctica y la calificación. Luego registró otro podio en Países Bajos, superando a Andrea Dovizioso y Cal Crutchlow en una batalla cerrada al final de la carrera.
Sin embargo, a partir de entonces, las fortunas comenzaron a girar a favor de Márquez, obteniendo su octava victoria consecutiva en el Sachsenring en Alemania, al mismo tiempo que lideraba el campeonato. Luego anotó victorias consecutivas en la República Checa, después de superar a sus rivales al enfrentarse temprano con neumáticos resbaladizos en una pista de secado. Una semana después, en Austria, perdió por poco a Dovizioso en una emocionante carrera. Luego sufrió un raro fallo de motor en Silverstone, mientras que Dovizioso se llevó otra victoria, dejando a la pareja empatada en puntos. Luego se defendió tomando victorias consecutivas; primero en una carrera húmeda en Misano, y luego en su carrera de casa en Aragón. En Japón, fue derrotado nuevamente en una pelea de la última vuelta por Dovizioso, en una situación similar a la de Austria, pero ganó una semana más tarde en Australia, en lo que muchos consideraron que fue una de las mejores carreras de los últimos años, mientras que Dovizioso terminó 13.º después de correr fuera de la pista. Márquez no pudo sellar el título en Malasia, terminando cuarto mientras que Dovizioso ganó, lo que significa que el título sería para la última ronda en Valencia. Márquez comenzó la carrera desde la pole, pero evitó por poco caerse después de una dramática salvada en la primera curva, cayendo de la 1.ª a la 5.ª posición. Sin embargo, momentos después, Dovizioso se caía en la octava vuelta, y de inmediato le otorgó a Márquez su sexto título mundial, el piloto más joven en lograr esta hazaña.

### Temporada 2018

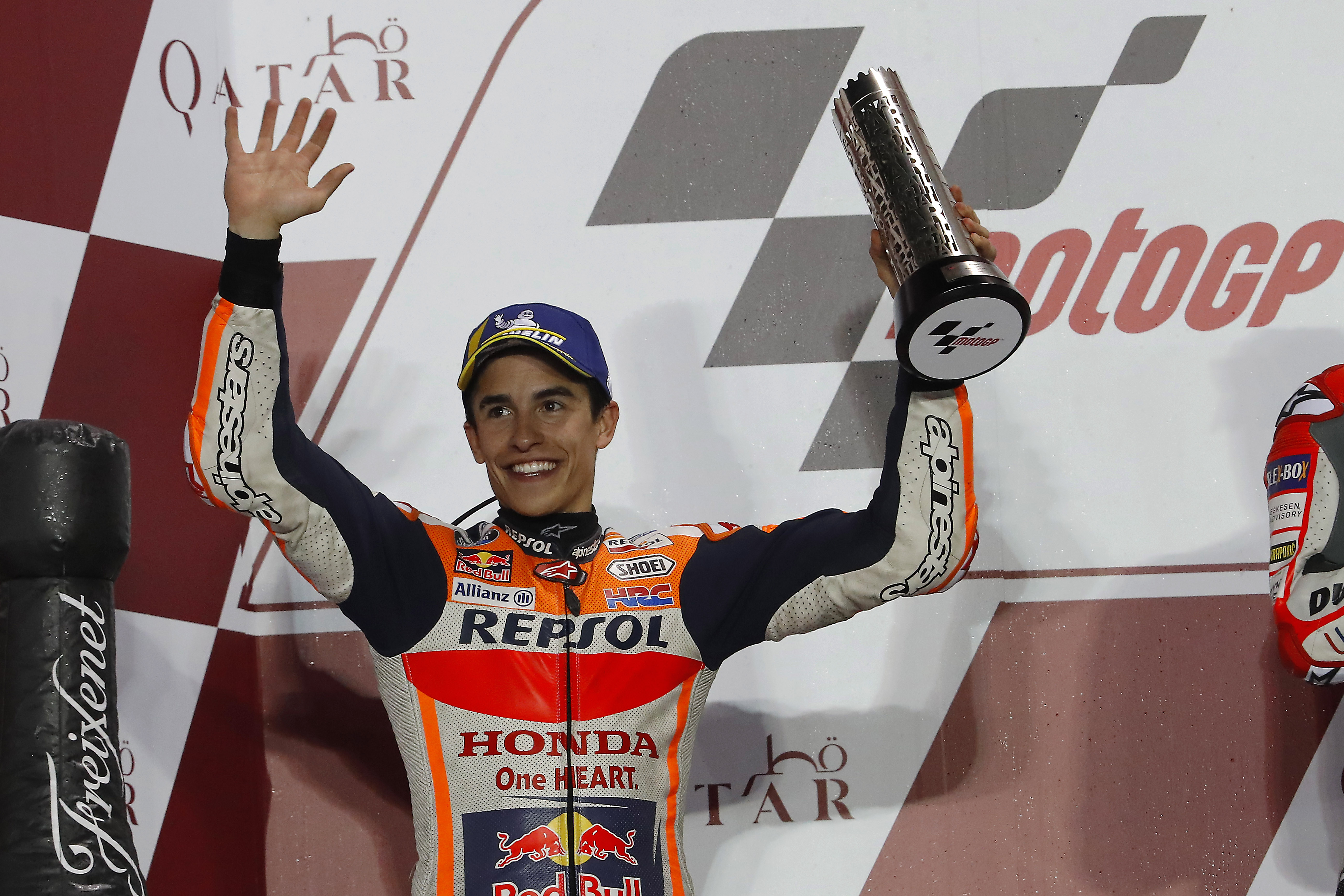
Marc Márquez 2018 Losail - Celebrando tras finalizar la carrera en la segunda posición en el Gran Premio de Catar de Motociclismo de 2018

Márquez dominó la temporada 2018, a pesar de los estrechos márgenes de tiempo en el campo de MotoGP, aumentando su número de victorias en las carreras en comparación con las dos temporadas anteriores del campeonato. Comenzó el año quedándose por debajo de Andrea Dovizioso en la esquina final de Catar, antes de una actuación polémica en Buenos Aires que resultó en tres penalizaciones y causó que Valentino Rossi colapsara, lo que hizo que Márquez se quedara sin el quinto lugar en Argentina. Luego de una penalización de tres posiciones por impedir que Maverick Viñales le costara la pole position a Márquez en los Estados Unidos, se recuperó para dominar la carrera por sexto año consecutivo.
Márquez siguió esa victoria al ganar en Jerez, sobreviviendo a un deslizamiento de alta velocidad después de la gravilla en la pista luego de una caída de Thomas Lüthi. También anotó otra victoria en Le Mans. Ambas victorias fueron su primera en los respectivos circuitos en cuatro años y le dieron una ventaja de campeonato al mando. Debido a un choque en Mugello, la ventaja se redujo, antes de un segundo puesto en Cataluña, y las victorias en Assen y Sachsenring llevaron a la restauración de la ventaja dominante. Sachsenring fue uno de sus luchas más duras en términos de sus ocho victorias en la pista, mientras que él lideró un paquete masivo en Assen.
Después de las vacaciones de verano, Ducati ganó carreras sucesivas en Brno y en Austria. Márquez terminó tercero en el evento checo, mientras que perdió por poco a Jorge Lorenzo en la última vuelta en Austria. Con el ganador de la carrera de Brno Dovizioso terminando tercero en Austria, la ventaja del campeonato se mantuvo alta. Con el evento británico cancelado debido a condiciones peligrosas de lluvia en la pista, Ducati se llevó la tercera victoria consecutiva en Misano con Dovizioso liderando a Márquez a través de la línea de meta.
Márquez selló el campeonato luego de tres victorias seguidas en duelos con Dovizioso. Las carreras en Aragón, Tailandia y Japón tenían en común que Dovizioso lideró desde el principio de la carrera, hasta que Márquez realizó pases tardíos exitosos y detuvo al piloto italiano. En Japón, Dovizioso cayó en la penúltima vuelta tratando de atrapar a Márquez para intentar un re-pase, lo que lo dejó sin puntos y selló el título de Márquez una vez que se retiró de los puntos, con Márquez cruzando a casa para obtener su tercera victoria consecutiva y octavo. en general. Con tres rondas de sobra, Márquez alcanzó su quinto título general de MotoGP y selló un tercer título consecutivo, el primer piloto más joven en hacerlo desde que Valentino Rossi ganó cinco en fila a principios de la década del 2000.

### Temporada 2019

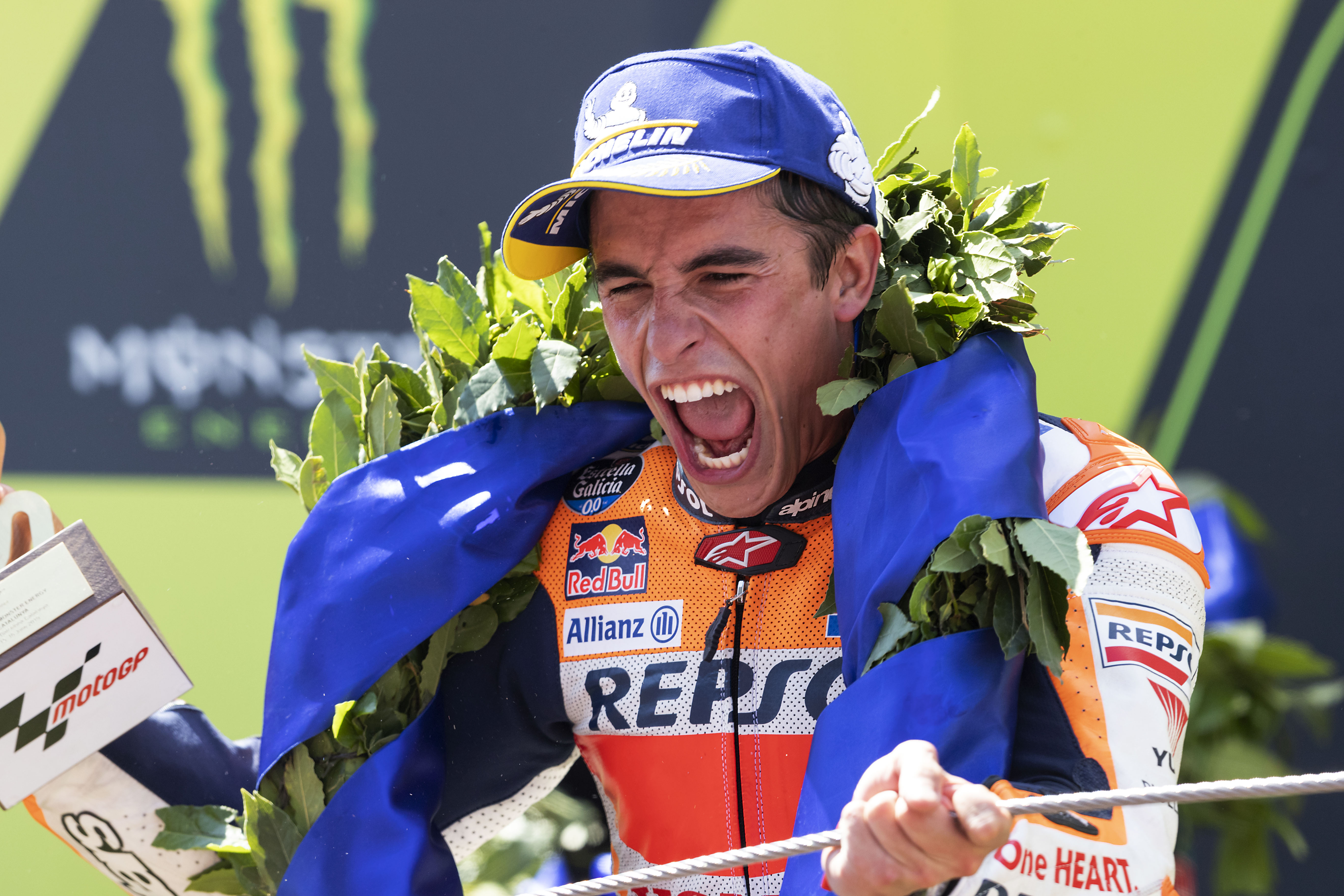
Marc Márquez 2019 Cataluña - Celebrando su victoria en el Gran Premio de Cataluña de Motociclismo de 2019

Durante la temporada 2019, Márquez demostró un dominio aplastante, quedando en primera o segunda posición durante todas las carreras excepto en Texas, dónde se cayó cuando lideraba la carrera con ventaja. A falta de 5 carreras, Márquez aventajaba en 98 puntos a su más inmediato perseguidor (Dovizioso) quedando 125 puntos por disputarse, por lo que solo necesitaba sacar dos puntos más que el italiano para conseguir el título. Marc aprovechó su primera ocasión, en el Gran Premio de Tailandia, donde superó a Fabio Quartararo en la última curva para cosechar una nueva victoria que le permitía alzarse con su sexto entorchado de MotoGP, siendo su cuarto título consecutivo y el octavo de su carrera, lo que le sitúa a un título de Valentino Rossi y a dos de Giacomo d'Agostino en la clasificación histórica de campeonatos en la categoría reina.
En esta campaña batió el récord de podios en una sola temporada, 18, y el récord de puntos, 420. Esta enorme cantidad de puntos, junto a los 28 sumados por Jorge Lorenzo y a los 10 aportados por Stefan Bradl, permitieron a Honda HRC conquistar también el campeonato por equipos.

### Temporada 2020
La temporada 2020 no comenzó bien para el piloto español, ya que en la primera carrera disputada en el Circuito de Jerez el 19 de julio sufrió una caída en la que se fracturó el húmero. Esta caída ocasionó que se perdiese la segunda carrera, la cual también fue en Jerez y la disputada en el Circuito de Brno tras tener que pasar por quirófano por segunda vez.
Finalmente Honda y Marc Márquez hicieron oficial que este volvería a correr en 2021, por lo que Marc se perdió el resto de las carreras de la temporada 2020. La temporada 2020 duró solo 4 meses debido a los cambios producidos por culpa de la pandemia de COVID-19.

### Temporada 2021
En la temporada 2021 Marc Márquez logró reincorporarse al motociclismo en abril en el GP de Portugal tras el accidente que sufrió en el GP de Jerez 2020, por el cual no pudo competir en muchas carreras. Tuvo una victoria en el GP de Alemania, que tuvo lugar en el Circuito de Sachsenring después de 581 días sin ganar una carrera. Se subió por segunda vez al podio al terminar segundo en el GP de Aragón tras perder una dura batalla con Francesco Bagnaia en la que ambos se adelantaban mutuamente reiteradas veces. En octubre suma dos victorias más: en el GP de las Américas celebrado en Austin, Texas, donde se subieron con él al podio Fabio Quartararo y Bagnaia; y en el Circuito de Misano Marco Simoncelli, coincidiendo con la proclamación de Quartararo como campeón de MotoGP de 2021. También tuvo varias caídas, una de ellas le afectó un ojo.

### Temporada 2022
A finales de 2021 sufre un accidente practicando motocross, lo cual le hizo perderse los dos últimos grandes premios de la temporada 2021- Algarve (Portugal) y Valencia (España)-, sin embargo reaparece en GP de Catar 2022, celebrado en el fin de semana del 4 al 6 de marzo, donde llegó quinto a la meta.
En los entrenamientos del GP de Indonesia sufrió una impactante caída, la cual resultó en un episodio de diplopía y pasando a estar varios días de baja. Esto causó que se perdiera nuevamente dos grandes premios. Sin embargo, en el GP de las Américas, en el circuito de Austin (Texas), consigue reincorporarse sufriendo de grandes dificultades durante todo el fin de semana.

### Temporada 2023
En el Gran Premio de Portugal, Marc sufrió una caída en la que se vieron involucrados Miguel Oliveira y Jorge Martín, lo que le provocó una lesión en el metacarpiano de la mano derecha. Como consecuencia, se perdió los Grandes Premios de Argentina, las Américas y España en Jerez. En el Gran Premio de Francia, sufrió otra caída cuando se encontraba entre los cinco primeros. En Italia, volvió a caerse por segunda vez consecutiva. En Alemania, no pudo disputar la carrera debido a los accidentes sufridos en los entrenamientos. Tampoco participó en la carrera de los Países Bajos por una lesión en la costilla y las secuelas de los accidentes previos. En Gran Bretaña, volvió a caerse tras chocar con Enea Bastianini.
En Austria, logró terminar la carrera y puntuar por primera vez en un domingo desde el Gran Premio de Malasia. En Cataluña también puntuó, aunque quedó fuera del top 10 debido a los incidentes ocurridos en la primera vuelta. En San Marino, consiguió un 6.º puesto en carrera. En el Gran Premio de India, aunque sufrió una caída cuando iba en la 3.ª posición, logró remontar y terminar en 9.º lugar.
En Japón, alcanzó el tan ansiado podio al terminar tercero en una carrera pasada por agua, que fue suspendida a la mitad debido a la lluvia. Sin embargo, el 4 de octubre de 2023 se confirmó su separación de Honda, el equipo con el que logró 6 campeonatos mundiales de MotoGP, tras 11 años juntos. Posteriormente, en octubre de 2023, se anunció que en la temporada 2024 competirá con el equipo independiente Gresini Racing, pilotando una Ducati.

### Temporada 2024
Marc Marquez iniciaba su primer año en la fábrica de Ducati con el equipo Gresini Racing. Durante las primeras rondas del calendario Marc apenas había logrado subirse al podio en 2 ocasiones en las carreras al sprint de Portugal y Austin.
No obstante, tras lograr su primera pole como piloto de Ducati en el Gran Premio de España, encadenó varios resultados positivos durante las siguientes carreras logrando 3 podios de manera consecutiva. Aunque después de eso, solo logró subirse al podio en 1 de las siguientes 4 carreras.
Aun así, la temporada de Marc cambiaría por completo en el Gran Premio de Aragón, en uno de sus mejores circuitos, Marc consiguió la pole, ganó la sprint y dominó la carrera liderando todas las vueltas para conseguir su primera victoria 1043 días después de hacerlo en Gran Premio de Misano de 2021. Además, tan solo 7 días después, volvió a ganar en el Gran Premio de San Marino.
En las últimas rondas del calendario en Asia, logró 1 tercer puesto en Japón y la tercera victoria de la temporada en Australia. Además de subirse al podio en 4 de las 5 sprint que se disputaron en el continente asiático. Finalmente, logró un segundo lugar en el Gran Premio Solidario de Barcelona para finalizar tercero en el mundial.
En total, Marquez logró 3 victorias, 2 poles y 10 podios. Además de ganar una carrera al sprint y subirse al podio en otras 10 ocasiones en las carreras que se disputan los sábados. Finalmente, se alzó con el tercer puesto del campeonato siendo su mejor resultado desde 2019 y tras un año de transición, el año que viene competirá con el equipo oficial de la marca Ducati.

## Palmarés
- 2000. Subcampeón de Cataluña de motocross-iniciación.
- 2001. Campeón de Cataluña de motocross-iniciación.
- 2002. Tercero en el campeonato de Cataluña de velocidad.
- 2003. Campeón de Cataluña Open R.A.C.C. en la categoría de 49 c.c. teniendo como director técnico a Guim Roda.
- 2004. Subcampeón de Cataluña de velocidad en la categoría de 125 c.c. detrás de Pol Espargaró.
- 2005. Campeón de Cataluña de velocidad en la categoría de 125 c.c. sobre una Honda RS 125R.[36][37]
- 2006. Campeón de Cataluña de velocidad en la categoría de 125 c.c. también con Honda[38][39]
- 2007. Octavo en el C.E.V., -Campeonato de España de velocidad-, en 125 c.c.[40]
- 2009 Subcampeón en el Campeonato de Cataluña de Velocidad Pre125
- 2010 Campeón del Mundo de 125cc
- 2011 Subcampeón del Mundo de Moto2
- 2012 Campeón del Mundo de Moto2
- 2013 Campeón del Mundo de MotoGP
- 2014 Campeón del Mundo de MotoGP
- 2015 Tercero en el campeonato del Mundo de MotoGP
- 2016 Campeón del Mundo de MotoGP
- 2017 Campeón del Mundo de MotoGP
- 2018 Campeón del Mundo de MotoGP[41][42][43]
- 2019 Campeón del Mundo de MotoGP
- 2024 Tercero en el campeonato del Mundo de MotoGP

## Resultados

### Campeonato del Mundo de Motociclismo
Sistema de puntuación de 1993 hasta 2022:
| Posición | 1.º | 2.º | 3.º | 4.º | 5.º | 6.º | 7.º | 8.º | 9.º | 10.º | 11.º | 12.º | 13.º | 14.º | 15.º |
| Puntos   | 25  | 20  | 16  | 13  | 11  | 10  | 9   | 8   | 7   | 6    | 5    | 4    | 3    | 2    | 1    |

Sistema de puntuación desde 2023 en adelante:
| Posición       | 1.º | 2.º | 3.º | 4.º | 5.º | 6.º | 7.º | 8.º | 9.º | 10.º | 11.º | 12.º | 13.º | 14.º | 15.º |
| Puntos         | 25  | 20  | 16  | 13  | 11  | 10  | 9   | 8   | 7   | 6    | 5    | 4    | 3    | 2    | 1    |
| Carrera sprint | 12  | 9   | 7   | 6   | 5   | 4   | 3   | 2   | 1   |      |      |      |      |      |      |

#### Por categoría
| Cat.   | Temporadas    | 1.er Gran Premio | 1.er Podio        | 1.ª Victoria  | Carreras | Victorias | Podios | Poles | V.Ráp. | Pts. | CM |
| ------ | ------------- | ---------------- | ----------------- | ------------- | -------- | --------- | ------ | ----- | ------ | ---- | -- |
| 125cc  | 2008-2010     | Portugal 2008    | Gran Bretaña 2008 | Italia 2010   | 46       | 10        | 14     | 14    | 9      | 467  | 1  |
| Moto2  | 2011-2012     | Catar 2011       | Francia 2011      | Francia 2011  | 32       | 16        | 25     | 14    | 7      | 579  | 1  |
| MotoGP | 2013-presente | Catar 2013       | Catar 2013        | Américas 2013 | 201      | 70        | 121    | 73    | 70     | 3399 | 6  |
| Total  | 2008–presente | 2008–presente    | 2008–presente     | 2008–presente | 279      | 96        | 160    | 101   | 86     | 4445 | 8  |

#### Por temporada
| Temporada | Cat.   | Moto   | Equipo                     | Carreras | Victorias | Podios | Poles | V.Ráp. | Pts. | Pos. |
| --------- | ------ | ------ | -------------------------- | -------- | --------- | ------ | ----- | ------ | ---- | ---- |
| 2008      | 125cc  | KTM    | Repsol KTM 125cc           | 13       | 0         | 1      | 0     | 0      | 63   | 13.º |
| 2009      | 125cc  | KTM    | Red Bull KTM Motorsport    | 16       | 0         | 1      | 2     | 1      | 92   | 8.º  |
| 2010      | 125cc  | Derbi  | Red Bull Ajo Motorsport    | 17       | 10        | 12     | 12    | 8      | 310  | 1.º  |
| 2011      | Moto2  | Suter  | Team CatalunyaCaixa Repsol | 15       | 7         | 11     | 7     | 2      | 251  | 2.º  |
| 2012      | Moto2  | Suter  | Team CatalunyaCaixa Repsol | 17       | 9         | 14     | 7     | 5      | 328  | 1.º  |
| 2013      | MotoGP | Honda  | Repsol Honda Team          | 18       | 6         | 16     | 9     | 11     | 334  | 1.º  |
| 2014      | MotoGP | Honda  | Repsol Honda Team          | 18       | 13        | 14     | 13    | 12     | 362  | 1.º  |
| 2015      | MotoGP | Honda  | Repsol Honda Team          | 18       | 5         | 9      | 8     | 7      | 242  | 3.º  |
| 2016      | MotoGP | Honda  | Repsol Honda Team          | 18       | 5         | 12     | 7     | 4      | 298  | 1.º  |
| 2017      | MotoGP | Honda  | Repsol Honda Team          | 18       | 6         | 12     | 8     | 3      | 298  | 1.º  |
| 2018      | MotoGP | Honda  | Repsol Honda Team          | 18       | 9         | 14     | 7     | 7      | 321  | 1.º  |
| 2019      | MotoGP | Honda  | Repsol Honda Team          | 19       | 12        | 18     | 10    | 12     | 420  | 1.º  |
| 2020      | MotoGP | Honda  | Repsol Honda Team          | 1        | 0         | 0      | 0     | 1      | 0    | NC   |
| 2021      | MotoGP | Honda  | Repsol Honda Team          | 14       | 3         | 4      | 0     | 2      | 142  | 7.º  |
| 2022      | MotoGP | Honda  | Repsol Honda Team          | 12       | 0         | 1      | 1     | 0      | 113  | 13.º |
| 2023      | MotoGP | Honda  | Repsol Honda Team          | 15       | 0         | 1      | 1     | 0      | 96   | 14.º |
| 2024      | MotoGP | Ducati | Gresini Racing MotoGP      | 20       | 3         | 10     | 2     | 4      | 392  | 3.º  |
| 2025*     | MotoGP | Ducati | Ducati Lenovo Team         | 13       | 9         | 11     | 7     | 7      | 418  | 1.º  |
| Total     | Total  | Total  | Total                      | 280      | 97        | 161    | 101   | 86     | 4470 |      |

- * Temporada en curso.

#### Carreras por año
| Año   | Cat.   | Moto   | 1        | 2       | 3        | 4       | 5        | 6        | 7       | 8         | 9         | 10       | 11       | 12      | 13      | 14      | 15       | 16      | 17      | 18       | 19      | 20       | 21  | 22  | Pos. | Pts. |
| ----- | ------ | ------ | -------- | ------- | -------- | ------- | -------- | -------- | ------- | --------- | --------- | -------- | -------- | ------- | ------- | ------- | -------- | ------- | ------- | -------- | ------- | -------- | --- | --- | ---- | ---- |
| 2008  | 125cc  | KTM    | QAT      | SPA WD  | POR 18   | CHN 12  | FRA Ret  | ITA 19   | CAT 10  | GBR 3     | NED Ret   | GER 9    | CZE Ret  | RSM 4   | INP 6   | JPN Ret | AUS 9    | MAL WD  | VAL     |          |         |          |     |     | 13.º | 63   |
| 2009  | 125cc  | KTM    | QAT Ret  | JPN 5   | SPA 3    | FRA Ret | ITA 5    | CAT 5    | NED 10  | GER 16    | GBR 15    | CZE 8    | INP 6    | RSM 4   | POR Ret | AUS 9   | MAL Ret  | VAL 17  |         |          |         |          |     |     | 8.º  | 92   |
| 2010  | 125cc  | Derbi  | QAT 3    | SPA Ret | FRA 3    | ITA 1   | GBR 1    | NED 1    | CAT 1   | GER 1     | CZE 7     | INP 10   | RSM 1    | ARA Ret | JPN 1   | MAL 1   | AUS 1    | POR 1   | VAL 4   |          |         |          |     |     | 1.º  | 310  |
| 2011  | Moto2  | Suter  | QAT Ret  | SPA Ret | POR 21   | FRA 1   | CAT 2    | GBR Ret  | NED 1   | ITA 1     | GER 1     | CZE 2    | INP 1    | RSM 1   | ARA 1   | JPN 2   | AUS 3    | MAL DNS | VAL WD  |          |         |          |     |     | 2.º  | 251  |
| 2012  | Moto2  | Suter  | QAT 1    | SPA 2   | POR 1    | FRA Ret | CAT 3    | GBR 3    | NED 1   | GER 1     | ITA 5     | INP 1    | CZE 1    | RSM 1   | ARA 2   | JPN 1   | MAL Ret  | AUS 2   | VAL 1   |          |         |          |     |     | 1.º  | 328  |
| 2013  | MotoGP | Honda  | QAT 3    | AME 1   | SPA 2    | FRA 3   | ITA Ret  | CAT 3    | NED 2   | GER 1     | USA 1     | INP 1    | CZE 1    | GBR 2   | RSM 2   | ARA 1   | MAL 2    | AUS DSQ | JPN 2   | VAL 3    |         |          |     |     | 1.º  | 334  |
| 2014  | MotoGP | Honda  | QAT 1    | AME 1   | ARG 1    | SPA 1   | FRA 1    | ITA 1    | CAT 1   | NED 1     | GER 1     | INP 1    | CZE 4    | GBR 1   | RSM 15  | ARA 13  | JPN 2    | AUS Ret | MAL 1   | VAL 1    |         |          |     |     | 1.º  | 362  |
| 2015  | MotoGP | Honda  | QAT 5    | AME 1   | ARG Ret  | SPA 2   | FRA 4    | ITA Ret  | CAT Ret | NED 2     | GER 1     | INP 1    | CZE 2    | GBR Ret | RSM 1   | ARA Ret | JPN 4    | AUS 1   | MAL Ret | VAL 2    |         |          |     |     | 3.º  | 242  |
| 2016  | MotoGP | Honda  | QAT 3    | ARG 1   | AME 1    | SPA 3   | FRA 13   | ITA 2    | CAT 2   | NED 2     | GER 1     | AUT 5    | CZE 3    | GBR 4   | RSM 4   | ARA 1   | JPN 1    | AUS Ret | MAL 11  | VAL 2    |         |          |     |     | 1.º  | 298  |
| 2017  | MotoGP | Honda  | QAT 4    | ARG Ret | AME 1    | SPA 2   | FRA Ret  | ITA 6    | CAT 2   | NED 3     | GER 1     | CZE 1    | AUT 2    | GBR Ret | RSM 1   | ARA 1   | JPN 2    | AUS 1   | MAL 4   | VAL 3    |         |          |     |     | 1.º  | 298  |
| 2018  | MotoGP | Honda  | QAT 2    | ARG 18  | AME 1    | SPA 1   | FRA 1    | ITA 16   | CAT 2   | NED 1     | GER 1     | CZE 3    | AUT 2    | GBR C   | RSM 2   | ARA 1   | THA 1    | JPN 1   | AUS Ret | MAL 1    | VAL Ret |          |     |     | 1.º  | 321  |
| 2019  | MotoGP | Honda  | QAT 2    | ARG 1   | AME Ret  | SPA 1   | FRA 1    | ITA 2    | CAT 1   | NED 2     | GER 1     | CZE 1    | AUT 2    | GBR 2   | RSM 1   | ARA 1   | THA 1    | JPN 1   | AUS 1   | MAL 2    | VAL 1   |          |     |     | 1.º  | 420  |
| 2020  | MotoGP | Honda  | SPA Ret  | AND DNS | CZE INJ  | AUS INJ | EST INJ  | RSM INJ  | ERM INJ | CAT INJ   | FRA INJ   | ARA INJ  | TER INJ  | EUR INJ | VAL INJ | POR INJ |          |         |         |          |         |          |     |     | NC   | 0    |
| 2021  | MotoGP | Honda  | QAT INJ  | DOH INJ | POR 7    | SPA 9   | FRA Ret  | ITA Ret  | CAT Ret | GER 1     | NED 7     | EST 8    | AUT 15   | GBR Ret | ARA 2   | RSM 4   | AME 1    | ERM 1   | ALG INJ | VAL INJ  |         |          |     |     | 7.º  | 142  |
| 2022  | MotoGP | Honda  | QAT 5    | INA DNS | ARG INJ  | AME 6   | POR 6    | SPA 4    | FRA 6   | ITA 10    | CAT INJ   | GER INJ  | NED INJ  | GBR INJ | AUT INJ | RSM INJ | ARA Ret  | JPN 4   | THA 5   | AUS 2    | MAL 7   | VAL Ret  |     |     | 13.º | 113  |
| 2023  | MotoGP | Honda  | POR Ret3 | ARG INJ | AME INJ  | SPA INJ | FRA Ret5 | ITA Ret7 | GER DNS | NED DNS   | GBR Ret18 | AUT 1210 | CAT 1311 | RSM 710 | IND 93  | JPN 37  | INA Ret  | AUS 15C | THA 64  | MAL 1321 | QAT 11  | VAL Ret3 |     |     | 14.º | 96   |
| 2024  | MotoGP | Ducati | QAT 45   | POR 162 | AME Ret2 | SPA 26  | FRA 2    | CAT 32   | ITA 42  | NED 10Ret | GER 26    | GBR 4Ret | AUT 4Ret | ARA 1   | RSM 15  | ERM 34  | INA Ret3 | JPN 3   | AUS 12  | THA 114  | MAL 122 | SLD 27   |     |     | 3.º  | 392  |
| 2025* | MotoGP | Ducati | THA 1    | ARG 1   | AME Ret1 | QAT 1   | SPA 121  | FRA 21   | GBR 32  | ARA 1     | ITA 1     | NED 1    | GER 1    | CZE 1   | AUT 1   | HUN     | CAT      | RSM     | JPN     | INA      | AUS     | MAL      | POR | VAL | 1.º  | 418  |

| Color     | Resultado                                                               |
| --------- | ----------------------------------------------------------------------- |
| Oro       | Ganador                                                                 |
| Plata     | 2.ª plaza                                                               |
| Bronce    | 3.ª plaza                                                               |
| Verde     | Finalizó en los puntos                                                  |
| Azul      | Finalizó sin puntos                                                     |
| Azul      | NC - No clasificado                                                     |
| Violeta   | Ret - No terminó (Carrera)                                              |
| Rojo      | DNQ - No se clasificó                                                   |
| Negro     | DSQ - Descalificado                                                     |
| Blanco    | DNS - No empezó (carrera)                                               |
| Blanco    | WD - Retirado (fin de semana)                                           |
| Blanco    | C - Carrera cancelada                                                   |
| Sin color | DNP - Inscrito pero no participó                                        |
| Sin color | INJ - Lesionado                                                         |
| Sin color | EX - Excluido                                                           |
| Estado    | Resultado                                                               |
| Negrita   | Pole position                                                           |
| Cursiva   | Vuelta rápida                                                           |
| x         | Posición en carrera sprint                                              |
| †         | Abandona, pero clasifica al completar el porcentaje requerido para ello |

## Títulos
| Predecesor: Jorge Lorenzo | Campeón Mundial de MotoGP 2016 - 2017 - 2018 - 2019 | Sucesor: Joan Mir      |
| Predecesor: Jorge Lorenzo | Campeón Mundial de MotoGP 2013 - 2014               | Sucesor: Jorge Lorenzo |
| Predecesor: Stefan Bradl  | Campeón Mundial de Moto2 2012                       | Sucesor: Pol Espargaró |
| Predecesor: Julián Simón  | Campeón Mundial de 125cc 2010                       | Sucesor: Nico Terol    |

## Condecoraciones
| Distinción                                                     | Año  |
| -------------------------------------------------------------- | ---- |
| Medalla de Oro - Real Orden del Mérito Deportivo               | 2016 |
| Medalla de Plata - Real Orden del Mérito Deportivo             | 2014 |
| Galardón                                                       | Año  |
| Premio Nacional del Deporte «Mejor deportista español del año» | 2014 |